# Andropompos
Andropompos (altgriechisch Ἀνδρόπομπος Andrópompos) ist eine Gestalt der griechischen Mythologie.
Laut Pausanias war er der Sohn des Neleiden Boros, doch schaltete Hellanikos von Lesbos noch den Penthilos dazwischen, so dass Andropompos der Enkel des Boros war und seine Mutter Anchiroë hieß. Verheiratet war er mit Henioche, die aus dem auf Admetos zurückgehenden Geschlecht der Könige von Pherai in Thessalien stammte, und hatte mit ihr den Melanthos zum Sohn. Melanthos war der Begründer der mythischen Königsdynastie der Melanthiden in Athen, die dort die lange Herrschaft der Kekropiden beendeten.
Andropompos tötete in einem Zweikampf, den er regelwidrig durch eine List gewann, Xanthos, den König von Theben, woraufhin die Thebaner die Herrschaft eines Einzelnen abschafften und die Regierung in die Hände mehrerer Männer legten. Laut Strabon war Andropompos Gründer der ionischen Stadt Lebedos an der kleinasiatischen Küste, für die er einen Ort namens Artis in Besitz nahm.